# Рунку (Бакау)
Рунку (рум. Runcu) насеље је у Румунији у округу Бакау у општини Бухуши. Oпштина се налази на надморској висини од 403 m.

## Становништво
Према подацима из 2002. године у насељу је живело 112 становника, од којих су сви румунске националности.